# Districte de Martin
El districte de Martin - (eslovac) Okres Martin - és un dels 79 districtes d'Eslovàquia. Es troba a la regió de Žilina. Té una superfície de 735,65 km², i el 2013 tenia 97.071 habitants. La capital és Martin.

## Demografia
| Godina             | 1994   | 2004   | 2014   | 2024   |
| ------------------ | ------ | ------ | ------ | ------ |
| Nombre de persones | 97.600 | 97.671 | 96.887 | 92.817 |
| Diferència         |        | +0,07% | −0,80% | −4,20% |

| Godina             | 2023   | 2024   |
| ------------------ | ------ | ------ |
| Nombre de persones | 93.041 | 92.817 |
| Diferència         |        | −0,24% |

## Llista de municipis

### Ciutats
- Martin
- Vrútky

### Pobles
Belá-Dulice | Benice | Blatnica | Bystrička | Ďanová | Diaková | Dolný Kalník | Dražkovce | Folkušová | Horný Kalník | Karlová | Kláštor pod Znievom | Košťany nad Turcom | Krpeľany | Laskár | Ležiachov | Lipovec | Necpaly | Nolčovo | Podhradie | Príbovce | Rakovo | Ratkovo | Sklabiňa | Sklabinský Podzámok | Slovany | Socovce | Sučany | Šútovo | Trebostovo | Trnovo | Turany | Turčianska Štiavnička | Turčianske Jaseno | Turčianske Kľačany | Turčiansky Ďur | Turčiansky Peter | Valča | Vrícko | Záborie | Žabokreky
1. 1 2  «Počet obyvateľov podľa pohlavia - obce (ročne) [om7102rr_obce=AREAS_SK]».   Statistical Office of the Slovak Republic, 31-03-2025. [Consulta: 31 març 2025].